# Антоні Тапіес
Анто́ні Та́піес (кат. Antoni Tàpies; *13 грудня 1923 — †6 лютого 2012) — каталонський живописець, скульптор і теоретик мистецтва. Він є одним з найвідоміших європейських художників свого покоління.
Тапіес був представником абстрактного експресіонізму. У своїй творчості він вільно використовував різні техніки, матеріали і мотиви, віддаючи перевагу «відходам цивілізації». Однією з найбільш широко відомих робіт художника є «Шкарпетка» — триметрова скульптура шкарпетки з діркою на п'яті. Образ шкарпетки взагалі був одним із улюблених мотивів художника. Крім того, він написав кілька книг по теорії та філософії мистецтва.
Перша персональна виставка Тапіеса відбулася в Барселоні в 1950 р. Вже через три роки його роботи з'явилися в США і вперше були показані на Бієнале в Сан-Паулу. До кінця 1950-х рр. Тапіес завоював міжнародну популярність. Художник був лауреатом численних премій, зокрема премія Вольфа в мистецтві (1981), премії принца Астурійського — однієї з найпочесніших нагород Іспанії. В 1984 в Барселоні з метою заохочення вивченню сучасного і актуального мистецтва Антоніом Тапіесом була створена Фундація Антоні Тапіеса (кат. Fundació Antoni Tàpies).
У 1960-х рр. Тапіес був учасником руху опору режиму Франко і навіть був заарештований.
У 9 квітня 2010 король Іспанії Хуан Карлос I присвоїв художнику титул маркіза.